# هلفيلة حويصلية
هلفيلة حويصلية (الاسم العلمي: Helvella vesiculosa) هي نوع من الفطريات يتبع جنس الهلفيلة من الفصيلة الهلفيلية.